# 帕勒斯丁鎮區 (阿肯色州布拉德利縣)
帕勒斯丁鎮區（英語：Palestine Township）是位於美國阿肯色州布拉德利縣的一個行政鎮區。

## 地方資料
帕勒斯丁鎮區的面積為145.50平方千米，當中陸地面積為143.80平方千米，而水域面積為1.70平方千米。根據2010年美國人口普查的數據，當地共有人口274人，而人口密度為每平方千米1.88人。